# Heinrich II. (Vaudémont)

Wappen Heinrichs II. von Vaudémont

Heinrich II. (* um 1255; † 1299) war ein Graf von Vaudémont. Er war ein Sohn des Grafen Heinrich I. und der Margarete de la Roche.
Heinrich nahm seit 1265 die Regentschaft in Vaudémont war, nachdem sein Vater und der ältere Bruder, Rainald, mit Karl von Anjou nach Süditalien gezogen waren. 1277 unterstützte er den Herzog Friedrich III. von Lothringen im Kampf gegen den Bischof von Metz. Nachdem der Vater und Bruder innerhalb eines Jahres in Italien gestorben waren, konnte Heinrich 1279 das Erbe in Vaudémont antreten. Als 1282 die sizilianische Vesper ausgebrochen war, entschloss er sich zusammen mit seinen zwei jüngeren Brüdern ebenfalls nach Italien zu ziehen, um dort ihr Erbe, die Grafschaft Ariano, gegen den König von Aragón zu verteidigen. Die drei Brüder wurden 1299 in einem Seegefecht vor der Küste Siziliens getötet.
Heinrich war seit 1280 mit Hélisente de Vergy verheiratet, einer Tochter von Jean I. de Vergy (Haus Vergy). Ihre Kinder waren:
- Heinrich III. († 1348), Graf von Vaudémont
- Margerete († 1336), ⚭ um 1301 mit Jean „Boutefeu“ de Joinville, Sohn des Chronisten Jean de Joinville
- Johanna († 1347), Äbtissin von Remiremont
- Isabella, Nonne in Soissons